# Psusennes I
Psusennes I, Pasibkhanu hoặc Hor-Pasebakhaenniut I là vị quân vương thứ ba của Vương triều thứ 21 nước Ai Cập, ông trị vì từ năm 1047 cho đến năm 1001 TCN. Tên gọi Psusennes là tên gọi theo tiếng Hy Lạp từ tên ban đầu của ông là Pasebakhaenniut có nghĩa là "Ngôi sao hiện hữu trong thành phố" trong khi tên ngai của ông là Akheperre Setepenamun, được dịch ra như "Vĩ đại khi là sự hiện diện của Ra, sự lựa chọn của Amun".

## Gia quyến
Psusennes I là con trai của Pinedjem I và Duathathor-Henuttawy (con gái của Ramesses XI). Ông đã kết hôn với người em gái Mutnedjmet, sinh được 2 người con là pharaon Amenemope và hoàng tử Ankhefenmut. Ngoài ra, Psusennes còn có với thứ phi Wiay một con gái là Isetemkheb C. Isetemkheb C lại lấy người chú ruột là Menkheperre.

## An táng

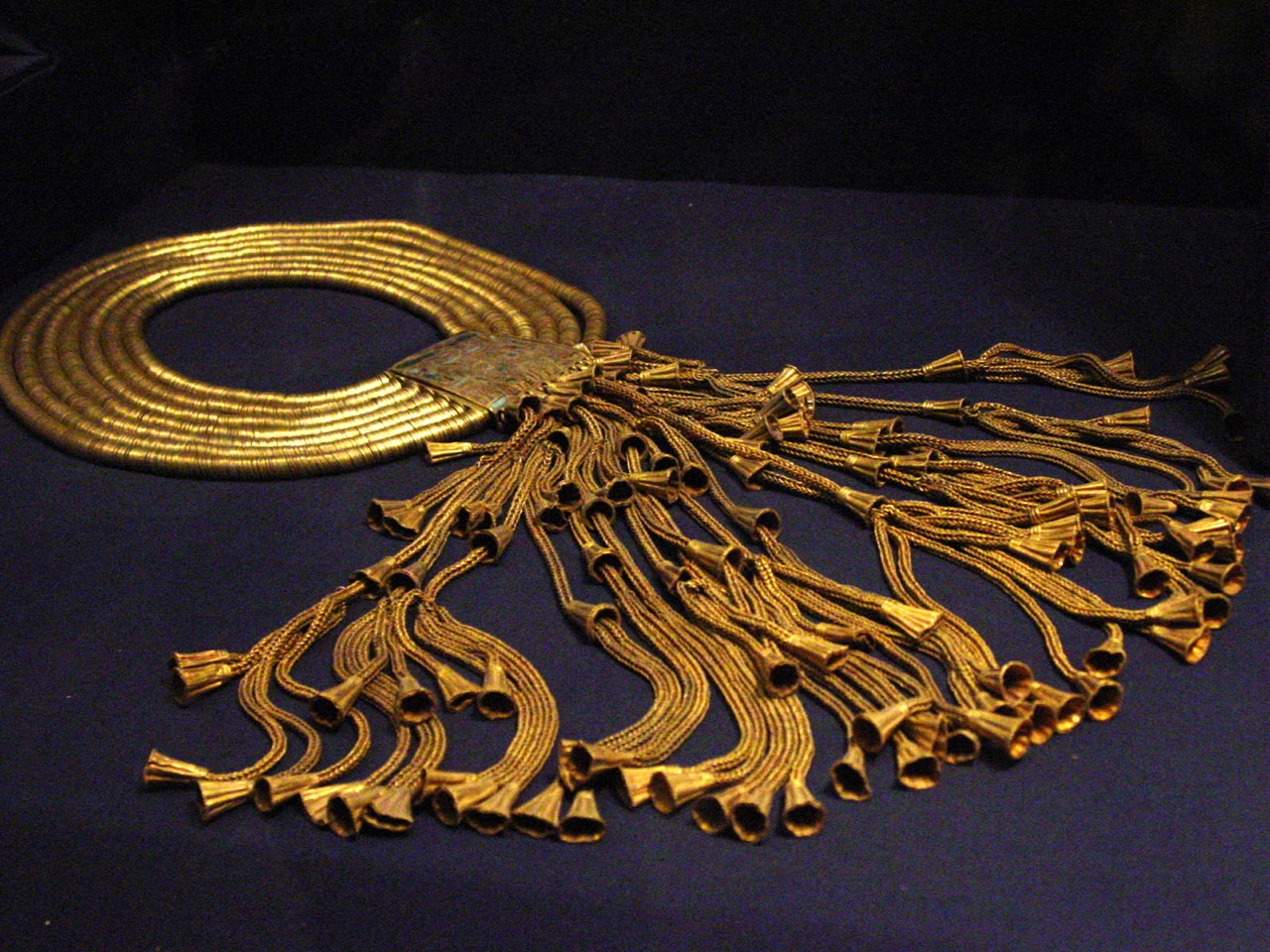
Vòng cổ bằng vàng của Psusennes I (Bảo tàng Cairo)

Giáo sư Pierre Montet đã phát hiện ra ngôi mộ còn nguyên vẹn của pharaon Psusennes I, NRT III ở Tanis, vào năm 1940. Thật không may, do sự ẩm ướt của Hạ Ai Cập bởi vị trí của nó, hầu hết các đồ vật bằng gỗ dễ bị hư hỏng đã bị nước tàn phá - không giống như KV62, ngôi mộ của Tutankhamun nằm dưới khí hậu khô hanh của Thượng Ai Cập. Tuy nhiên, mặt nạ tang lễ tráng lệ của nhà vua đã được khôi phục nguyên vẹn; nó được làm từ vàng và đá lapis lazuli, ngoài ra còn được khảm kính màu đen và trắng cho đôi mắt và phần lông mày. Mặt nạ Psusennes I được coi là "một trong những kiệt tác của các kho báu ở Tanis" và hiện đang nằm trong phòng số 2 của Bảo tàng Cairo. Nó có chiều rộng tối đa là 38 cm và chiều cao 48 cm tương ứng.
Bên trong quan tài của vị pharaon này với: "Ngón tay và ngón chân đã được bọc vàng từng ngón, và ông được chôn cất với dép vàng dưới đôi chân của mình. Các ngón tay được bọc theo một cách công phu nhất từng được thấy, với móng tay được chạm trổ. Mỗi ngón tay đeo một chiếc nhẫn tinh xảo làm từ vàng và đá lapis lazuli hoặc một số loại ngọc khác.
Quách bên ngoài và giữa của Psusennes I đã được tái sử dụng từ các nơi mai táng trước đó trong Thung lũng các vị vua vốn phổ biến trong Thời kỳ chuyển tiếp thứ ba. Một dấu triện trên cái quách ngoài cùng màu đỏ cho thấy rằng nó ban đầu được chế tác dành cho pharaon Merenptah, vị pharaon thuộc Vương triều thứ 19 mà đã kế vị Ramesses II. Bản thân Psusennes I được an táng "bên trong cỗ quan tài trong cùng bằng bạc" và được dát bằng vàng. Với việc "bạc luôn quý hơn nhiều so với vàng ở Ai Cập" nên quách của Psusennes I đã cho thấy một sự an táng xa hoa giàu có vào giai đoạn Ai Cập suy yếu.
Tiến sĩ Douglass Derry, người từng là trưởng khoa giải phẫu của Đại học Cairo, khi khám nghiệm xác ướp của nhà vua vào năm 1940, xác định rằng nhà vua đã cao tuổi khi ông qua đời.

## Cai trị

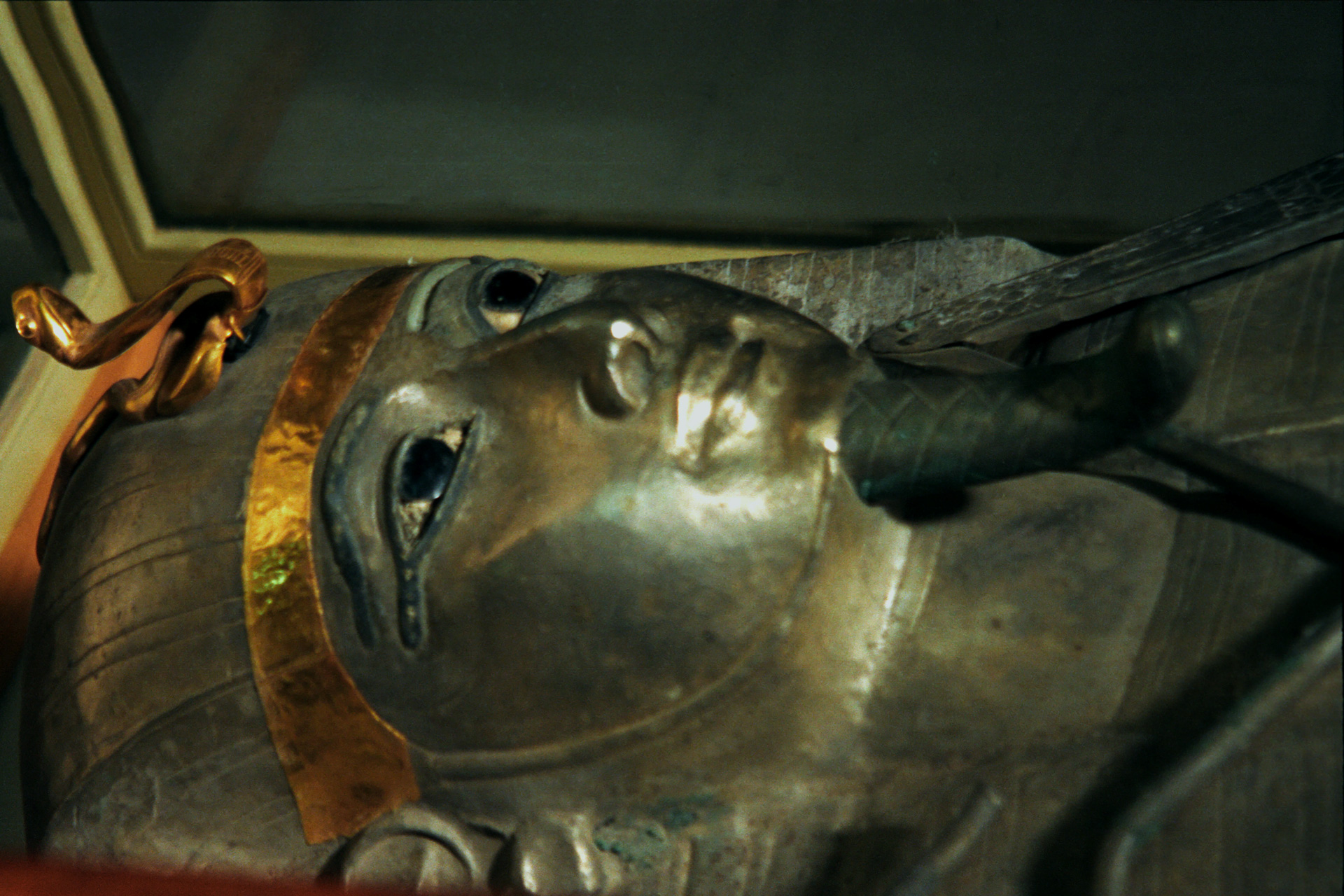
Cỗ quan tài bằng bạc của nhà vua (Bảo tàng Cairo)

Độ dài vương triều chính xác của Psusennes I không được biết rõ bởi vì sự khác biệt trong các bản ghi chép của Manetho dành cho ông với một vương triều 41 hoặc 46 năm. Một số nhà Ai Cập học đã đề xuất nâng cao hơn con số 41 năm thêm một thập kỷ tới 51 năm để phù hợp chặt chẽ hơn với niên đại một năm 48 và 49 vô danh ở Thượng Ai Cập. Tuy nhiên, nhà Ai Cập học người Đức Karl Jansen-Winkeln đã cho rằng tất cả những niên đại này nên được xác định là thời gian nắm giữ chức vụ Tư Tế Amun của Menkheperra, ông ta đã được ghi chép rõ ràng vào năm 48. Jansen-Winkeln lưu ý rằng "trong nửa thời gian đầu của Dyn 21, [các] HP Herihor, Pinedjem I và Menkheperra có các biểu tượng của hoàng gia và [vương] hiệu ở các mức độ khác nhau" trong khi ba vị vua Tanis đầu tiên (Smendes aka: Nesubanebded, Amenemnisu và Psusennes I) hầu như không bao giờ được nhắc đến ở Thượng Ai Cập với ngoại lệ là một tranh tường và đá tấm bia đá dành cho Smendes. Ngược lại, tên tuổi của những vị vua kế vị Psusennes I thuộc Vương triều 21 như Amenemope, Osorkon Già, và Siamun xuất hiện thường xuyên trong các tài liệu khác nhau từ Thượng Ai Cập trong khi Đại Tư Tế Theban Pinedjem II là người cùng thời với ba vị vua sau này không bao giờ chấp nhận bất kỳ các biểu tượng của hoàng gia hay tước hiệu trong suốt thời gian cai trị của mình.

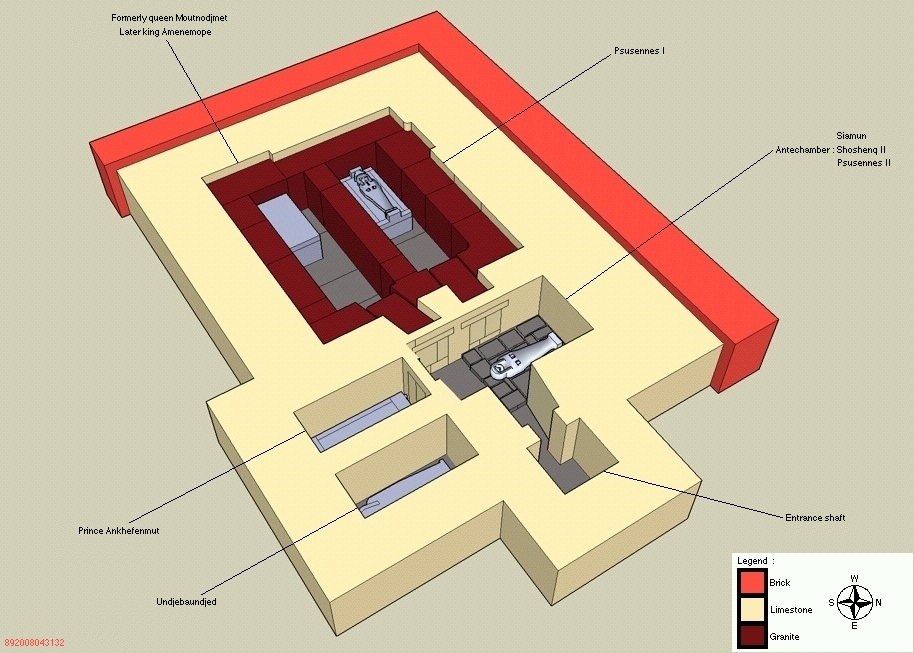
239x239px

Do đó, hai niên đại năm 49 riêng biệt từ Thebes và Kom Ombo có thể được xác định là thời gian cầm quyền của Đại Tư Tế Menkheperra ở Thebes thay vì Psusennes I nhưng điều này vẫn chưa chắc chắn. Các biên tập viên cuốn Sổ tay Niên đại của Ai Cập cổ đại đã ước tính vương triều của Psusennes I khoảng 46 năm. Psusennes I chắc chắn phải có được mối quan hệ thân mật với viên Tư tế Amun ở Thebes trong suốt vương triều lâu dài của ông.
Trong thời gian trị vì lâu dài của mình, Psusennes xây dựng các bức tường bao quanh và phần trung tâm của Đại điện ở Tanis mà được dành riêng cho bộ ba Amun, Mut và Khonsu.